# 水晶泉 (佛羅里達州)
水晶泉（英語：Crystal Springs）是位於美國佛羅里達州帕斯科縣的一個人口普查指定地區。

## 地理
水晶泉的座標為28°10′51″N 82°10′07″W / 28.18083°N 82.16861°W，而該地最高點為海拔高度23米（即75英尺）。

## 人口
根據2010年美國人口普查的數據，水晶泉的面積為14.40平方千米，當中陸地面積為14.40平方千米，而水域面積為0.00平方千米。當地共有人口1175人，而人口密度為每平方千米81人。